# Nürnberg Hauptgüterbahnhof
Der Bahnhof Nürnberg Hauptgüterbahnhof (Hgbf) war ein nur dem Güterverkehr dienender Bahnhof in Nürnberg und befand sich im Stadtteil Tafelhof.

## Geschichte

### Hintergründe
Mit der gegen Ende des 19. Jahrhunderts wachsenden Einwohnerzahl Nürnbergs nahmen die umzuschlagenden Gütermengen zu. So wurden 1860 etwa 250.000 Tonnen umgeschlagen, im Jahr 1900 waren es hingegen schon 1,85 Millionen Tonnen. Seit der Eröffnung des „Centralbahnhofs“ (heute Nürnberg Hauptbahnhof) 1847, der zu Beginn noch sowohl Güter- als auch Personenverkehr abwickelte, nahmen städtebaulichen Platzprobleme in diesem Bereich stetig zu und die Kapazitätsgrenzen wurden erreicht. Durch einen neuen Standort sollten diese Probleme gelöst werden und der Güter- den Personenverkehr nicht weiter behindern.

### Planungen
1865 schlug der Nürnberger Stadtrat einen Neubau in Gostenhof (Westen der Stadt) entlang der Bahnstrecke zwischen Nürnberg und Fürth etwa auf Höhe der Maximilianstraße vor, wo sich heute das Bahnbetriebswerk Nürnberg West befindet. Vorteile dieses Standortes wären neben großen Flächen  der Anschluss an den daneben verlaufenden Ludwig-Donau-Main-Kanal gewesen. Einige größere Nürnberger Industrieunternehmen aus dem Osten der Stadt forderten 1866 jedoch einen neuen Güterbahnhof östlich des damaligen „Centralbahnhofs“, wogegen die Industriellen und Fabriken aus Fürth und dem Westen der Stadt protestierten. So kam es zu einer Kompromisslösung und der Bau des neuen Hauptgüterbahnhofs wurde in einer eingezwängten Situation von 1867 bis 1876 im Stadtteil Kohlenhof zwischen der Kohlenhofstraße und dem Steinbühler Tunnel verwirklicht.

Hauptgüterbahnhof auf einem Luftbild von 1933

### Betrieb
Die viel zu kleine Fläche machte sich bereits 1892 bemerkbar. So stellte der damalige Nürnberger Oberbürgermeister Georg von Schuh in einer Landtagsrede fest: „Daß die Verhältnisse des Bahnhofs in Nürnberg, und zwar hinsichtlich des Personen- wie auch des Güterverkehrs, sehr mißliche, ja auf Dauer unhaltbare sind, wird wohl von niemanden mehr bestritten.“ Somit legte die bayerische Staatsbahnverwaltung noch im gleichen Jahr ein umfassendes Konzept zur Neuplanung des Güter- und Personenverkehrs vor, das unter anderem einen Neubau des Rangierbahnhofs im Gebiet des Lorenzer Reichswaldes mit einer benötigten Fläche von ungefähr 340 Hektar vorsah. Dadurch sollte das Nadelöhr „Centralbahnhof“, das das einzige Verbindungsstück der sieben in Nürnberg ankommenden Hauptstrecken war, vom Güterverkehr umfahren werden können.
Nach der Eröffnung des neuen Rangierbahnhofs 1903 diente der Hauptgüterbahnhof nur noch dem Ortsgüterverkehr. Seit dem 28. Januar 1907 verband die Strecke Rangierbahnhof–Hauptgüterbahnhof die beiden Bahnhöfe. Nachdem seitens der Deutschen Bundesbahn 1976 die Einstellung der Stückgutabfertigung an vielen Nürnberger Güterbahnhöfen erfolgte, verblieb der Bahnhof zusammen mit dem Südbahnhof und dem Fürther Hauptbahnhof als einzige Stückgut-Umladestelle.
Zum 22. November 1994 nahm die DB eine 762 m lange Strecke „Nürnberg Hgbf, W 661 - Nürnberg Hgbf Gl 16, G-Bahn“ mit Nummer 5906 neu in ihr Streckenverzeichnis auf.

### Stilllegung
Durch den Beschluss des 12. Deutsche-Logistik-Kongresses, die Anzahl der Güterbahnhöfe in Deutschland bis 2000 auf 35 zu reduzieren, wurde auch der Güterumschlag am Hauptgüterbahnhof 1999 endgültig eingestellt. Anschließend befanden sich in den alten Lagerhallen bis 2015 mehrere Diskotheken. Die Gleisanlagen wurden noch bis 2010 als Betriebsgleise genutzt und das Stellwerk 1 Nürnberg-Hauptgüterbahnhof Mitte August desselben Jahres nach 64 Dienstjahren stillgelegt.

## Zukunft
Nachdem Mitte 2017 die Abrissarbeiten auf dem Gelände des ehemaligen Bahnhofs begonnen haben, soll auf dem Areal ein neuer Gewerbepark entstehen und dieser im Zuge des kreuzungsfreien Ausbaus des Frankenschnellwegs verkehrstechnisch neu erschlossen werden. Die GfK plant bis 2019 ihren neuen Hauptsitz am Kohlenhof zu beziehen, im April 2018 begannen die Bauarbeiten. Das ehemalige Hauptgebäude des Güterbahnhofes soll bis 2020 von der Aurelis revitalisiert werden und als historischer Ankerpunkt für das Quartier fungieren. Neben Büroflächen soll es auch über Einzelhandel und Gastronomie verfügen.

## Bilder

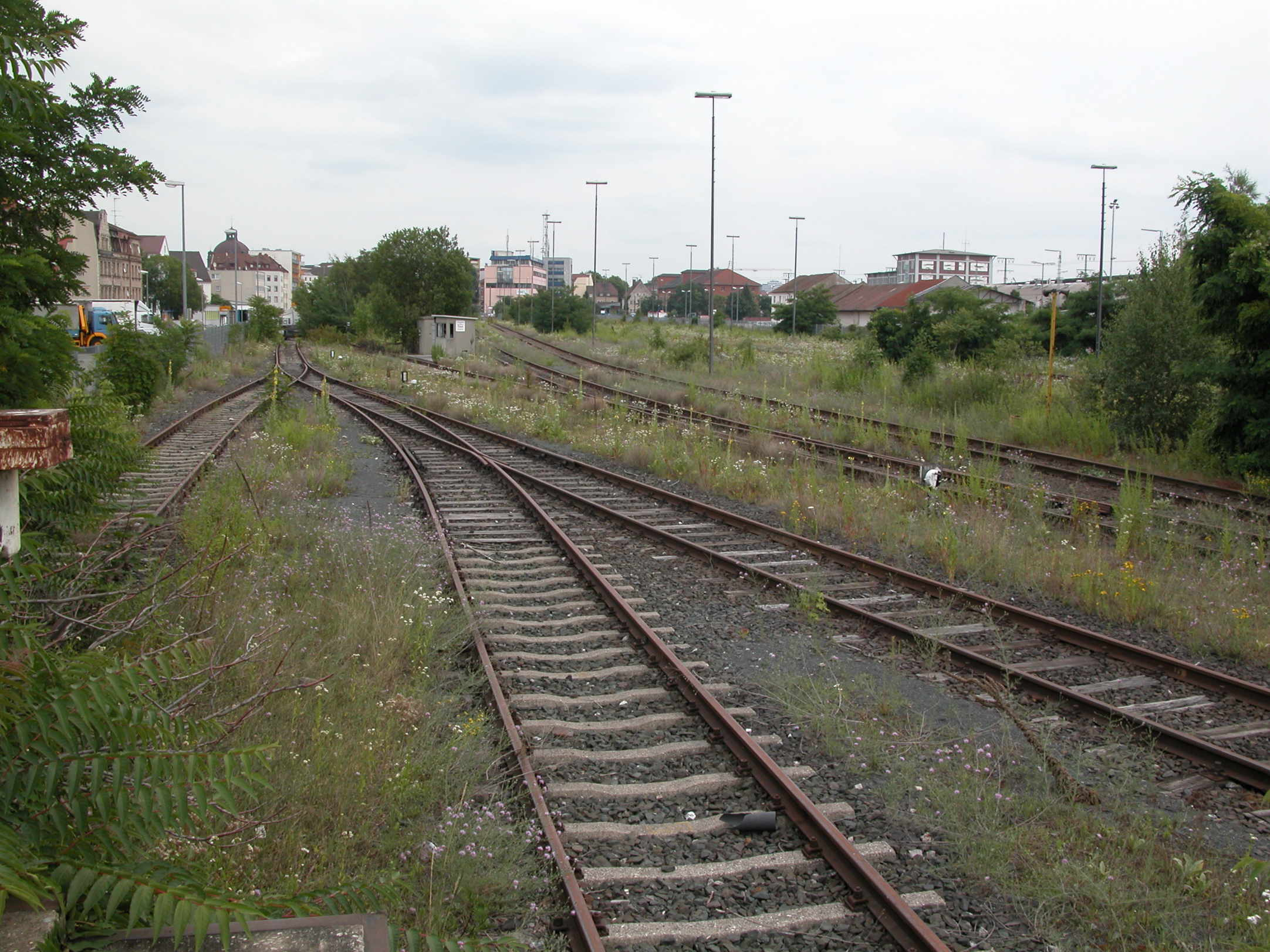
Stillgelegte Gleise am Kohlenhof (Juli 2012)
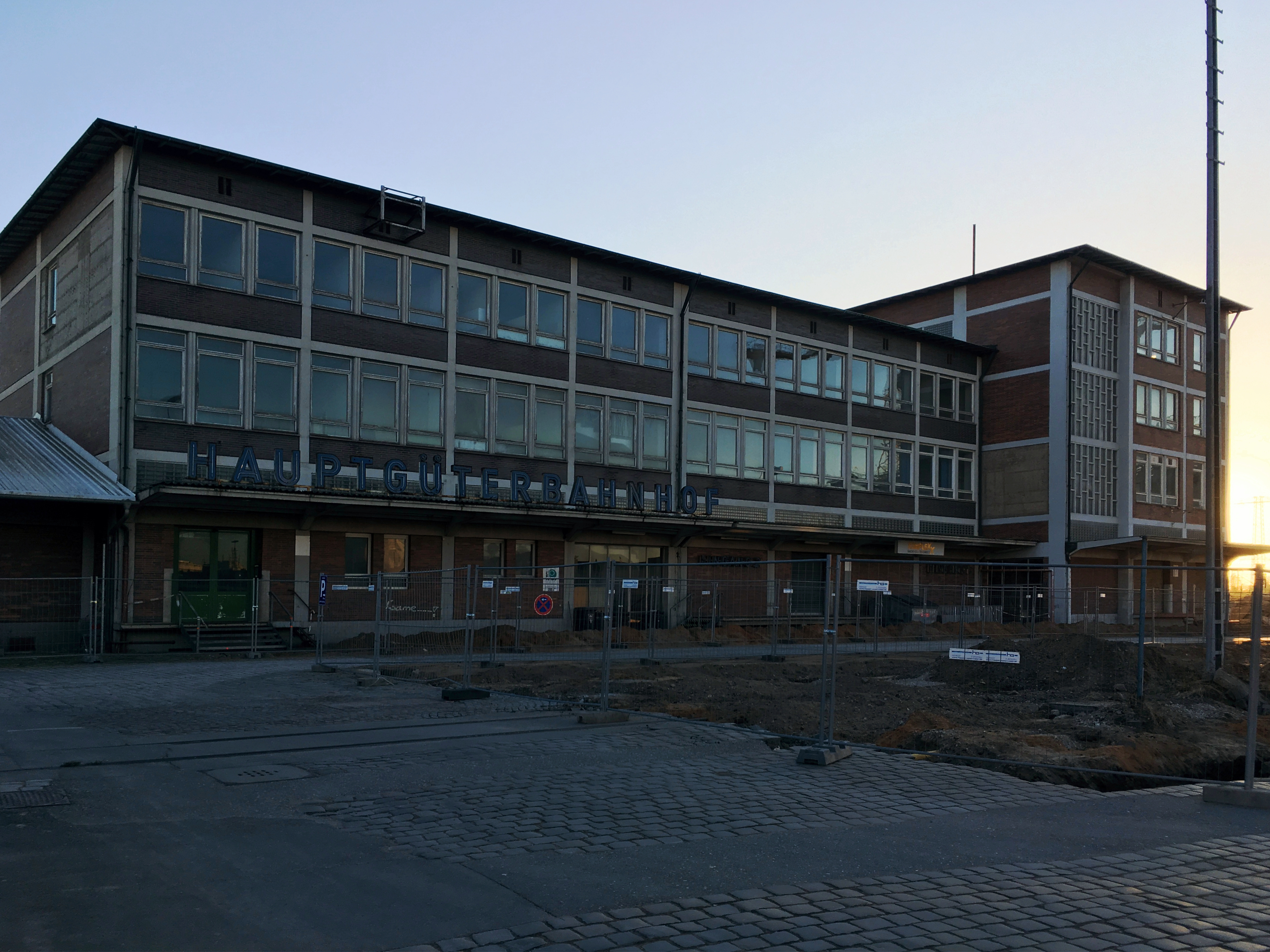
Empfangsgebäude (2018)
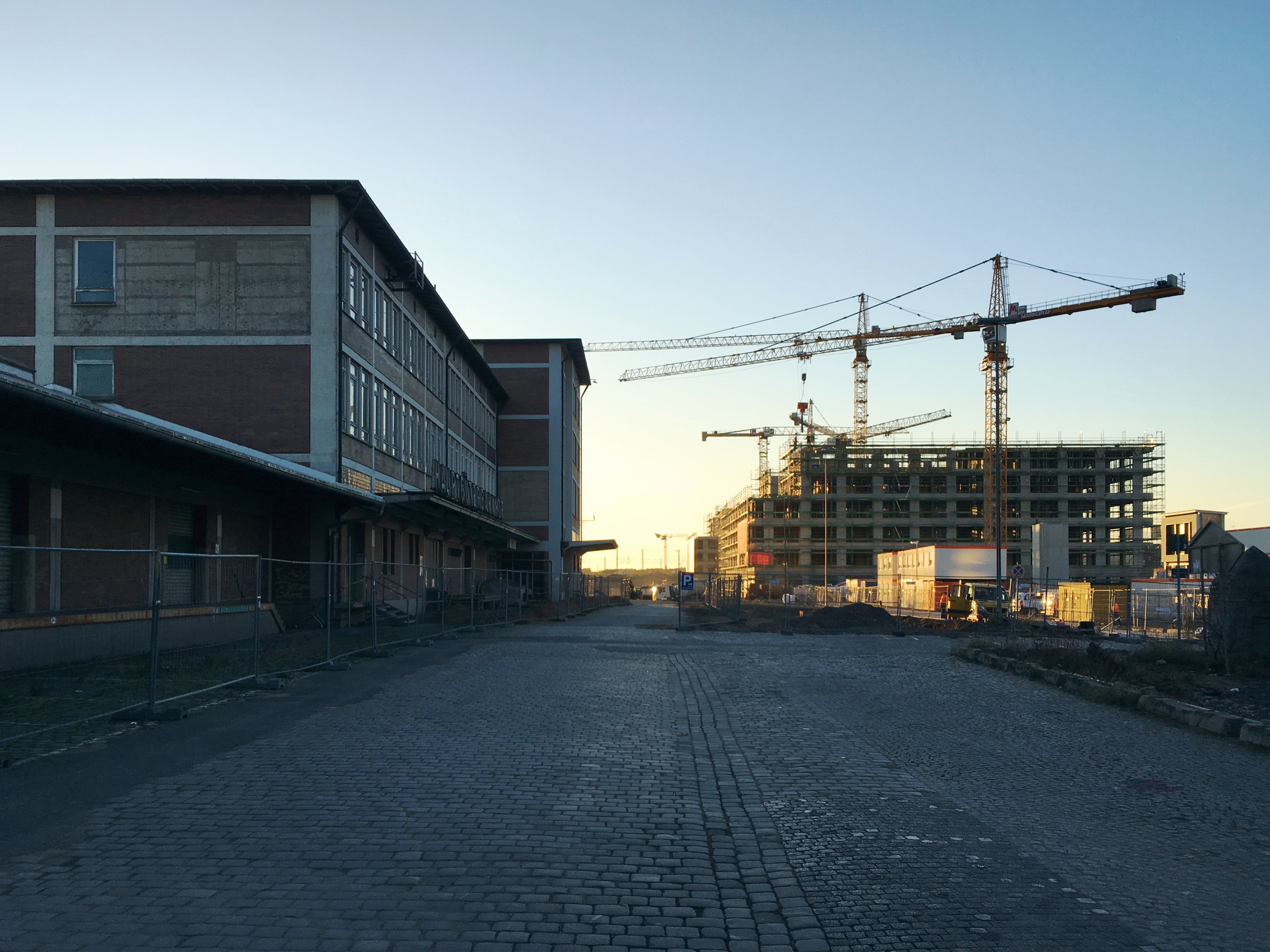
Empfangsgebäude und GfK-Areal (2018)
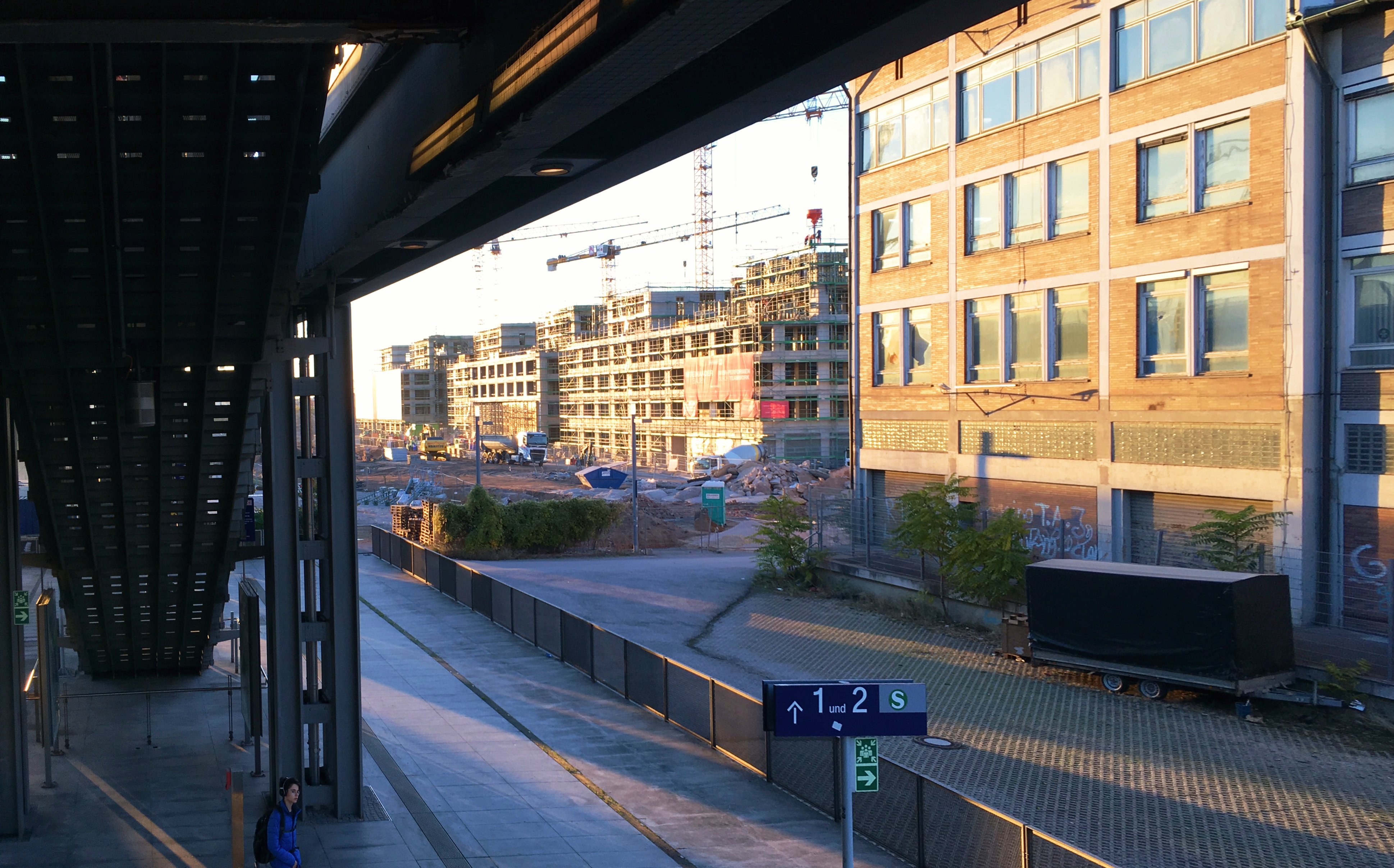
Rückseite des Empfangsgebäudes (2018)
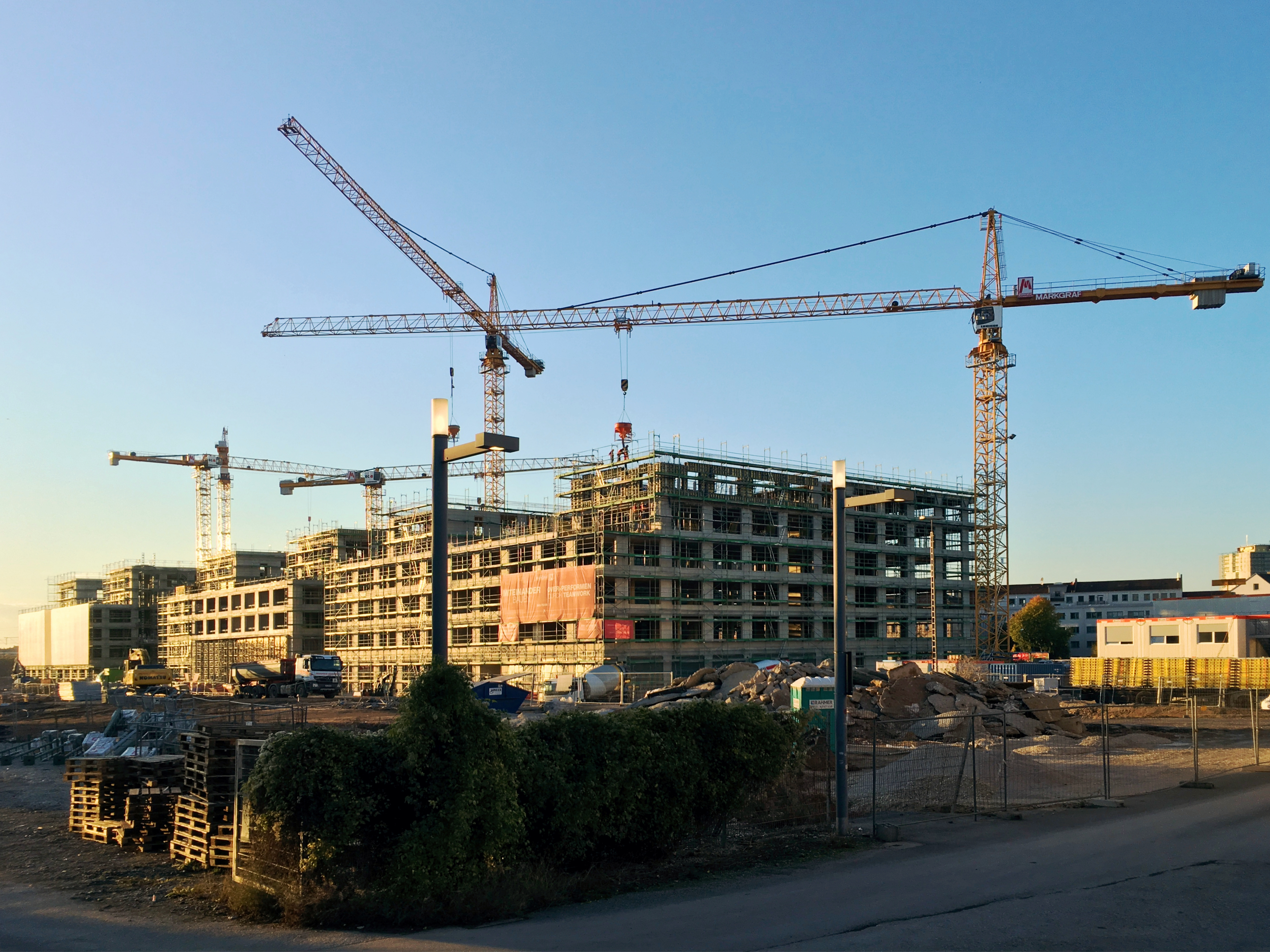
GfK-Areal (2018)
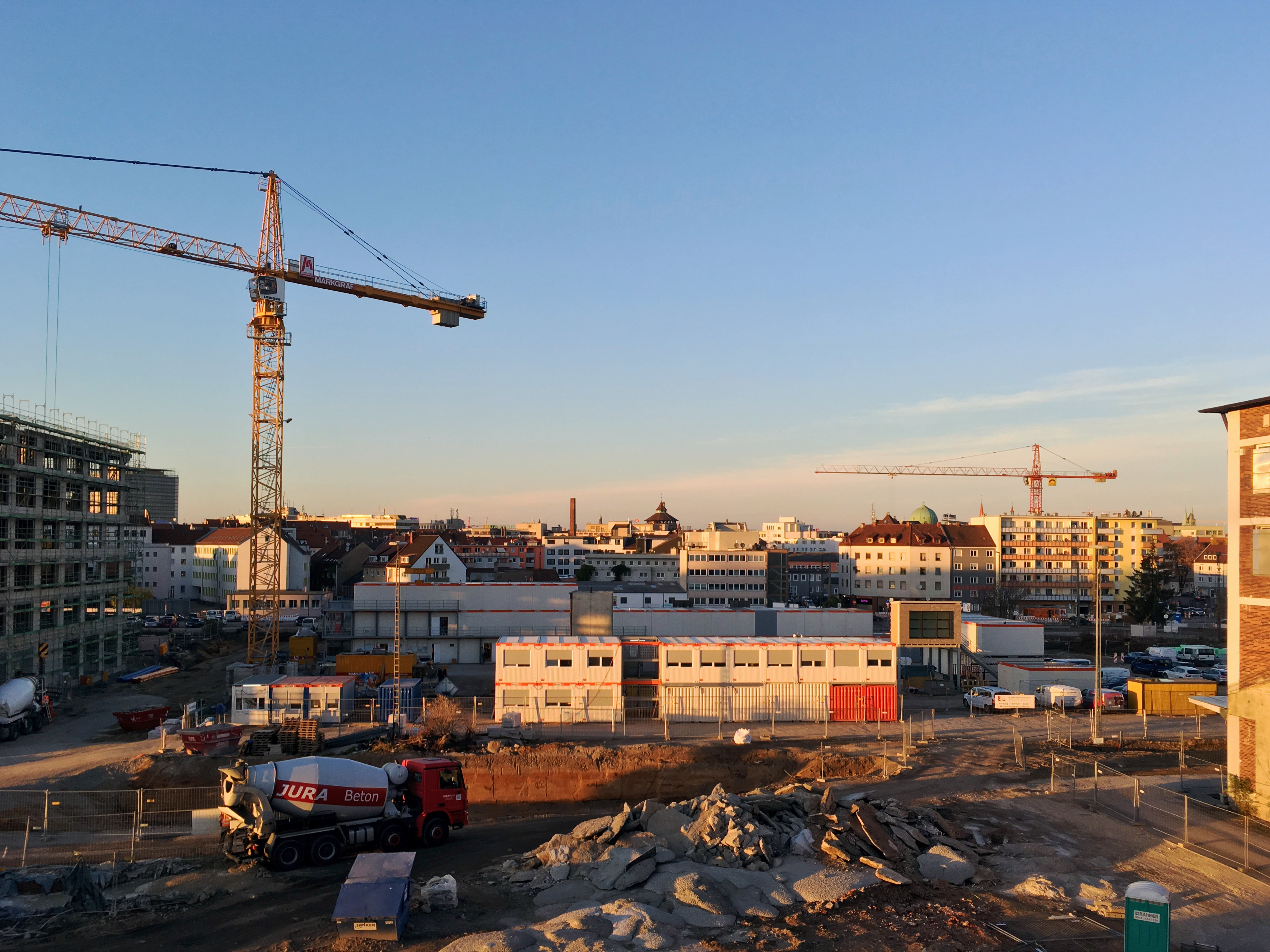
Kohlenhof-Areal Richtung Norden (2018)